# 春申站
春申站是沪昆铁路、金山铁路上的一个小站，连接上海南站的上海南线于该站出岔，位于中华人民共和国上海市松江区新桥镇春申村北侧，随南新铁路环线工程建于1966年1月，为五等中间站，不办理货运业务，办理金山铁路客运业务。
自2022年3月9日零时起，作为沪苏湖铁路工程建设的一部分，沪春线春申至莘庄间上行线工程将组织施工，预计工期7个月。期间原经由春申至莘庄间沪春上行线运行的列车改由新桥至春申至莘庄间的金山上行线运行。因此受运输能力限制，施工期间原金山铁路大部分上行列车取消春申站的客运业务。

## 车站结构

### 站房
春申站站房为侧式站房，面积2000平方米。站房设有一座候车室、一个售票厅，但售票系统设在候车室内而不再预定的售票厅内；进站口设在车站正门，进站后即是安检处，旅客需接受安检才能被允许进站；安检左侧是候车处、卫生间和实际上的售票处，设有两台自动售票机。服务中心设在候车室中央，提供交通卡充值、问询等服务。进出站闸机则各设在问讯处两侧。
- 春申站候车室
- 候车室内的自助售货机
- 春申站行车室

### 站场
春申站在2013年金山线通车后有9条股道、31组道岔。两条金山铁路所用的股道外包既有站场，每条股道旁设有长230米的侧式站台各一座。站场中部设有四条正线、3条侧线。中间两条系沪昆正线，沪昆正线在上行咽喉出岔出通往上海南站的沪春线。沪春线原莘庄站和本站区间原为单线，在上海南站建设过程中进行复线化。金山上行线在出站后设有春申特大桥上跨沪昆正线，与沪昆高速线松江特大桥和嘉闵高架路立体交叉。
沪苏湖铁路计划通过联络线引入上海南站，占用部分既有线路线位，因此本站在2024年4月26日拨接施工后启用新站型。春申站新站型重组西咽喉、东咽喉，拆除原西侧咽喉的沪春、沪昆线出岔道岔，使得沪昆正线在本站正进正出；沪昆进出沪春线列车则于本站经渡线利用原由金山线列车使用、外包站场的10、7道：金山上行线经春申特大桥越过沪昆正线、下穿沪苏湖、沪昆高铁正线后于并于东咽喉汇入莘庄站沪苏湖铁路上行联络线；金山下行线在东咽喉从沪苏湖下行联络线出岔、下穿沪苏湖上行联络线后进入本站。自莘庄站开始，沪苏湖联络线、沪昆高速上海南联络线四线平行进入上海南站。
| 北↑  | 站房 |                                                       |  |
|      | 侧式 |                                                       |  |
| 10道 | 1    | （新桥站）沪春铁路、金山铁路 上行列车 （莘庄站）      |  |
| 8道  |      | 沪昆铁路 到发线                                       |  |
| 6道  |      | 沪昆铁路 上行正线 → 到发线                            |  |
| 4道  |      | 沪昆铁路 下行正线 → 到发线                            |  |
| Ⅱ道  |      | （新桥站）沪昆铁路 上行正线 （莘庄站） → （李家塘站） |  |
| Ⅰ道  |      | （新桥站）沪昆铁路 下行正线 （莘庄站） → （李家塘站） |  |
|      | 岛式 |                                                       |  |
| 3道  |      | 沪昆铁路 到发线                                       |  |
| 5道  |      | 沪春铁路 到发线                                       |  |
| 7道  | 2    | （新桥站）金山铁路 下行列车 （莘庄站）                |  |
|      | 侧式 |                                                       |  |
| 南↓  |      |                                                       |  |

## 接驳交通
春申站站前设有一座5313.6平方米的公交枢纽，共设有6个站台，有1814路、1811路、松江49路等线路停靠。

| 春申公交枢纽站 | 春申公交枢纽站 | 春申公交枢纽站 | 春申公交枢纽站       | 春申公交枢纽站 |
| 编号           | 路线           | 路线           | 路线                 | 备注           |
| -------------- | -------------- | -------------- | -------------------- | -------------- |
| 1814           | 春申枢纽站     | ⇆              | 漕河泾开发区松江园区 |                |
| 松江49路       | 春申枢纽站     | ↺              | 春申枢纽站           | 原1811B        |
| 松江68路       | 春申枢纽站     | ⇆              | 九里亭临时公交枢纽站 | 原松龙线       |

公交枢纽地下为面积3400平方米的地下停车场，可同时容纳90辆机动车和143辆非机动车停放。